# Herdesångare
Herdesångare (Curruca hortensis) är en tätting i familjen sylvior. Den häckar i öppen skog och på soliga sluttningar i sydvästra Europa. Vintertid flyttar den söderut till Afrika söder om Sahara. Tillfälligt har den påträffats i norr till Nederländerna. Herdesångaren är nära besläktad med mästersångaren (C. hortensis) och dessa behandlades tidigare som en och samma art. IUCN kategoriserar den som livskraftig.

## Utseende och läte
Herdesångaren mäter 15–16 centimeter – något större än svarthättan – vilket gör den till en av de största av arterna i familjen. Näbben är lång och spetsig, och benen svarta. Adult hane har helgrå rygg och vitaktig undersida, mörkgrått huvud, svart ögonmask och vit strupe. Den har vit iris. Honor och juvenila individer har ljusare huvud, sandfärgad undersida och dess gråa rygg har en brunaktig ton. Hos juvenila fåglar är iris mörk. Sången är ett klart och skyttlande liroo-liroo upprepat enstaka gånger på ringtrastmanér. Locklätet är ett smackande "täck", mycket lik svarthättans.

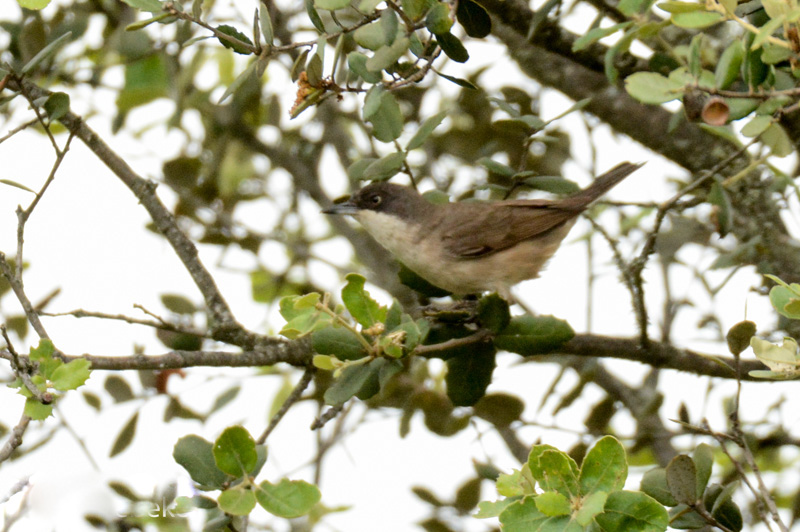

Arten är mycket lik den östligare mästersångaren och tidigare behandlades de som en och samma art (se Artstatus nedan). Hane mästersångare har dock vanligen något svartare och mer avgränsad hätta samt mer gråtonad ovansida. Vidare är undersidan vitare, med endast begränsat med beigegrått på kroppsidorna och övergumpen. Den är även alltid mörkt centralt på undre stjärttäckarna, men det är mycket svårt att se i fält. Näbben är också generellt kraftigare och längre, med hos adult hane tydligare blåvitt längst in i på näbbroten. Sången är dock mycket avvikande från herdesångarens, långt mer varierad och komplex med flera motiv, ibland påminnande om sydnäktergal.

## Utbredning och systematik
Herdesångaren är en flyttfågel som häckar i sydvästra Europa och Nordafrika. Den delas in i två underarter med följande utbredning:
- Curruca hortensis hortensis – häckar från Iberiska halvön till östra Frankrike och Italien, tidigare även i Schweiz; även från Marocko österut till Tunisien och västra Libyen
- Curruca hortensis cyrenaicae – nordöstra Libyen

Taxonet cyrenaicae kopplades tidigare till mästersångaren, men studier har visat att utseende och andra karaktärer stämmer bättre med herdesångaren.
Fågeln flyttar vintertid till Afrika söder om Sahara samt Mauretanien. Ett fåtal övervintrar i oaser i södra Sahara. Under flyttning ses den på öarna i västra Medelhavet och söder om häckningsområdet i nordvästra Afrika. Tillfälligt har herdesångaren påträffats norr om utbredningsområdet i Österrike, Storbritannien, Tyskland, Luxemburg, Nederländerna och Belgien, samt även i Kanarieöarna, på Malta och i Israel. Ytterligare fynd finns av individer som inte gått att artbestämma till herdesångare eller mycket lika släktingen mästersångare.

### Artstatus
Tidigare behandlades herdesångare som gemensam art med den östliga arten mästersångare (Curruca crassirostris), men dessa behandlas idag som två skilda arter, baserat på genetiska, utseendemässiga och framför allt lätesmässiga skillnader.

### Släktskap
Herdesångares närmaste släkting är förutom mästersångare arabsångaren (C. leucomelaena), och den är även nära besläktad med sorgsångare (C. lugens) och jemensångare (C. buryi) som tidigare placerades i släktet Parisoma. Tillsammans med gruppen av ärtsångare utgör den en distinkt klad. Arterna inom kladen verkar vid en första anblick inte så lika men har alla framträdande vita hakor, saknar brunröda områden på vingarna och har ofta mörka huvudsidor.

### Släktestillhörighet
Arten placeras traditionellt i släktet Sylvia. Genetiska studier visar dock att Sylvia består av två klader som skildes åt för hela 15 miljoner år sedan. Sedan 2020 delar BirdLife Sverige och tongivande internationella auktoriteten International Ornithological Congress (IOC) därför upp Sylvia i två skilda släkten, varvid herdesångaren förs till Curruca. Även den andra dominerande taxonomiska auktoriteten eBird/Clements följde efter 2021.

## Ekologi
Herdesångaren är en insektsätare som förekommer i öppna lövskogsbiotoper, som till exempel ekskog, olivlundar eller i frodig vegetation utmed åar. Den ses också gärna på soliga och steniga sluttningar, lokalt också i tallskog. Den lägger fyra till sex ägg i ett bo som placeras i en buske eller i ett träd, oftast i brösthöjd. Arten är ofta skygg och svårsedd.

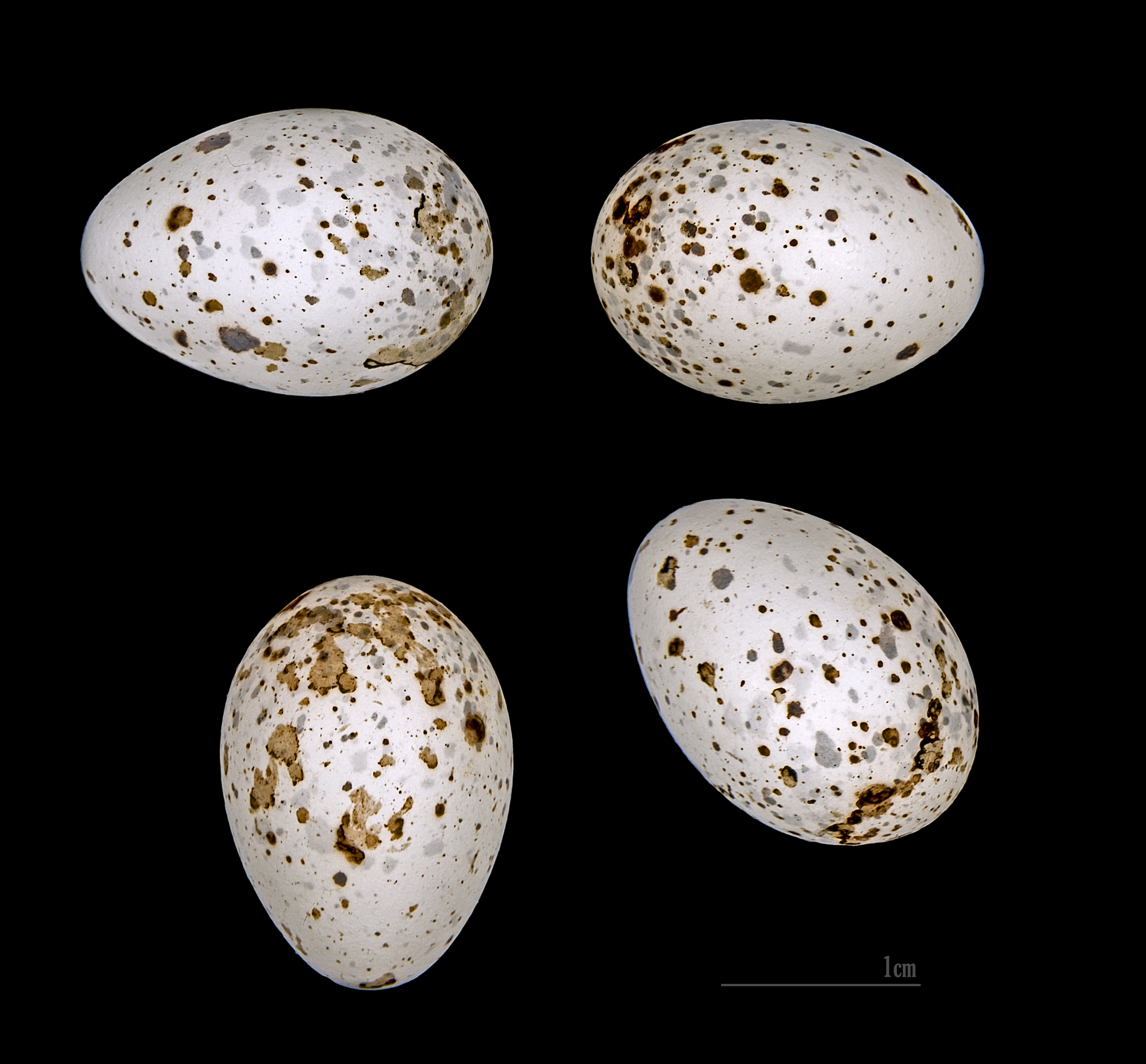
Ägg av herdesångare.

## Status och hot
Arten har ett stort utbredningsområde och tros öka i antal. Utifrån dessa kriterier kategoriserar internationella naturvårdsunionen IUCN arten som livskraftig (LC). Beståndet har dock inte uppskattats efter att arten delades upp i två.
Minskat bete och jordbrukets intensifiering tros ha försämrat både omfattningen och kvalitén på dess levnadsmiljö. På kort sikt kan skogsbränder påverka beståndet negativt, men tros samtidigt också öppna upp beskogade områden, vilket gynnar arten. Arten tros påverkas negativt av klimatförändringarna.

## Taxonomi och namn
Herdesångaren beskrevs som art av Johann Friedrich Gmelin 1789. Dess vetenskapliga artnamn hortensis betyder "tillhörande trädgård", av latinets hortus för "trädgård".